# Теория выразительного движения
Теория выразительного движения, или теория выразительности — это разработанная Сергеем Эйзенштейном эстетическая концепция, провозглашающая необходимость предельного осознания актером своих движений с целью максимального воздействия на зрителя. Теория ставит своей задачей исследование не только движений человеческого тела, но и аспектов человеческой психики, анализируя противостояние бессознательных рефлексов и сознательных импульсов. Как раз эта борьба, по мнению режиссера, являлась основой выразительности в искусстве.

## История появления теории
Эйзенштейн начал работу над теорией еще в 1920-е годы, во времена Пролеткульта. Сильное влияние на режиссера оказала работа Людвига Клагеса "Выразительное движение и сила изображения", идеи которой он по-своему переосмыслил, и концепция биомеханики Всеволода Мейерхольда.
В 1923 году С. Эйзенштейном и С. Третьяковым была написана статья "Выразительное движение", как раз в то время, когда приобрела популярность концепция "новой антропологии актера" Льва Кулешова и набирал обороты "левый" театральный фронт, противопоставлявший себя академическому театру. Идея заключалась в переосмыслении роли театра, превращении его из зеркала жизни, в саму жизнь, творчество. Пролетарский театр предполагал стирание границ между зрителями и происходящим на сцене, а обеспечить это слияние был призван сам актер, имеющий на вооружении, помимо театральных атрибутов, лишь собственные выразительные средства. Главную цель театрального действия, а впоследствии и кино, Эйзенштейн видел в воздействии на зрителя, поэтому задача заключалась в поиске предельной актерской выразительности.

## Основные идеи

### Ключевые положения теории выразительного движения
Несмотря на то что в теории Эйзенштейна есть заимствования из различных физиогномических моделей, а именно теорий Л. Клагеса, сам режиссер не до конца разделял эти концепции и говорил об ошибочности некоторых положений, объясняя это отчасти социально-историческим контекстом автора. Эйзенштейн полагал, что необходимо понять, "в чем эти ошибки и в чем положительный вклад каждого из них в деле приближения к исчерпывающим (на сей день) положениям по данному вопросу". Тем не менее Эйзенштейн выделил для своей теории несколько положений Клагеса:
- Различие между «просто полезным» движением и «собственно» выразительным движением;
- Различие между «данным», «преднамеренным» знаком (signa data) и «безотчетным», естественным знаком (signa propria);
- Концепция «органичного движения» и «органичного» как предпосылки искусства вообще

Эйзенштейн считал, что воздействие киноискусства прежде всего заключается в воспроизведении зрителем движений актера, т.е. в форме мимических реакций или внутренних импульсов. Чтобы вызвать у зрителя подобную реакцию, актер должен действовать предельно органично и естественно, в противном случае и реакция зрителя окажется ненатуральной.
Выразительные движения режиссер разделил на три группы:
1. Простые целенаправленные или автоматизированные движения (вышедшие из первых);
2. Формы со сложной ориентацией движения;
3. Моторные выражения «борьбы мотивов».

Чрезвычайно важными замечаниями Эйзенштейн считал следующие: выразительное движение не может быть статичным, это всегда двигательный момент; в любом выразительном движении существует так называемый момент "фиксации", за которым последует либо новое действие, либо наступит состояние покоя. Эйзенштейн и Третьяков в своей статье "Выразительное движение" приводят следующий пример в качестве иллюстрации: "Оскалившиеся в ярости челюсти либо укусят, либо губы над ними сомкнутся; рука, скрюченными пальцами символизировавшая хватание, либо схватит, либо пальцы размякнут и придут в норму".

### Биомеханика как фундамент выразительного движения
Термин театральная биомеханика был создан В.Мейерхольдом и введен в качестве курса сценического мастерства в 1918 году в Петрограде. С начала 1920-х годов Мейерхольд начал преподавать этот курс в Москве. Биомеханика предполагала качественно новую систему актерской подготовки. По собственному определению Мейерхольда «биомеханика стремится экспериментальным путем установить законы движения актера на сценической площадке, прорабатывая на основе норм поведения человека тренировочные упражнения игры актера».
В соответствии с принципами биомеханики актер должен с полной сознательностью подходить к выполнению физических и психологических действий и полностью контролировать их. В процессе, действуя соответственно законам биомеханики, у актера настолько развивается рефлекторная зависимость эмоций от физического действия, что он способен управлять своими выразительными возможностями.
Биомеханика есть самый первый шаг к выразительному движению.Сергей Эйзенштейн
Эйзенштейн был учеником Мейерхольда и признавал роль биомеханики как основы выразительного движения. Однако в противовес мейерхольдовской биомеханике Эйзенштейн использовал термин "бимеханика", который заключался умении актера сочетать в равной степени инстинкты и волю. То есть Эйзенштейн стремился к синтезу телесно-душевного и духовно-рационального процессов, что привело бы к абсолютной органичности действия.

### Принцип отказного движения
«Движение, которое, дабы иметь возможность выполнить его в определенном направлении, предварительно делают в противоположном направлении (частично или полностью), в практике сценического движения называют «движением отказа». 
Принцип движения отказа предполагает предварительный анализ совершаемого действия, в ходе которого задается траектория, и применение актером силы, в том числе и центробежной, что делает его движение более выразительным и насыщенным. Таким способом создается сильная динамика движения, что в итоге приводит к желаемому результату: психофизической реакции зрителя.
Особенность этого принципа, являющегося ключевым для всей теории выразительного движения, состоит в том, что осознанность момента характерна только для начальной стадии движения отказа, так как потом оно совершается автоматически, по законам биомеханики.
Так, в отличие от сложностей, с которыми приходится сталкиваться в театре (например, актеру необходимо одновременно связывать физические движения с использованием речи), в фильме режиссер может добиться нужной выразительности движения, работая даже с неопытными актерами, прибегнув к помощи монтажа.

## Выразительное движение в кино
Перемены в жизни Советского Союза и начало эпохи советского звукового кино повлияли как на теорию монтажа Эйзенштейна, так и на его теорию выразительного движения. Так как задачи актера стали более сложными, Эйзенштейн, ранее известный тем, что использовал непрофессиональных актеров, принял решение отказаться от непрофессиональных типажей.
Яркими примерами использования принципов выразительного движения в кино являются такие фильмы режиссера как "Александр Невский" (1938) и "Иван Грозный" (1944).
Так, в "Александре Невском" для более полного изображения главных фигур режиссер прибегнул с точному выстраиванию хореографических сцен, в которых просматриваются принципы выразительного движения, необходимые для оказания сильного эмоционального воздействия на зрителя. С помощью особого выразительного языка телодвижений и костюмов Эйзенштейн подчеркивал положительные качества и характеры одних героев (Невский и его войска) и отрицательные образы других (немецкие крестоносцы, движения которых отличались угловатостью, подчеркивалась их бездушность и безликость).
Уже в «Иване Грозном» подобные изобразительные моменты были показаны более сложно и разнообразно. Показательной является сцена, где царь произносит речь против монголо-татарского ига, привлекая внимание энергичным жестом —  кругообразным взмахом руки, переходящим в вертикальный удар кулаком. Это движение руки, заданное внутренним импульсом, исходящим от всего тела актера, органично сочетается с произносимой речью, и, как считал Эйзенштейн, является элементом, поддающимся условному подражанию и воспроизведению со стороны зрителя. Таким образом, правильно рассчитанная сила и траектория жеста, превращает его именно в то органическое выразительное движение, которое наимощнейшим образом влияет на зрителя.

## Критика
Если биомеханика Мейерхольда подвергалась критике за чрезвычайную рационализацию действий и "омашинивание" актера, то Эйзенштейна главным образом упрекали в том, что он сознательно конструирует движение так, чтобы оно обладало силой выразительности. То есть, режиссер якобы вытягивает из движений определенные кризисные моменты и затем искусственным образом сталкивает, чтобы добиться эмоциональной реакции зрителей. Также утверждали, что он назвал эти моменты "пафосом". Жиль Делёз выделял так называемые привилегированные мгновения, под категорию которых и попадают вышеупомянутые моменты, отбираемые Эйзенштейном. Но в современном мире привилегированным мгновением может быть любое, так как сам режиссер решает, выбрать ему примечательное или заурядное движение. Более того, сам Эйзенштейн определял "пафос" как органичность, организованную совокупность произвольно взятых моментов, где должны пройти разрывы, а значит, не считал, что при этом теряется естественность движения.